# レンヌメトロA線
A線（あーせん、Ligne A）は、レンヌ・メトロポールの運営するフランス・レンヌのメトロ（地下鉄）路線の一つ。レンヌ市内北西部のJ・F・ケネディ駅と、市内南東部のラ・ポトリ駅を結ぶ。2002年に開業。

## 概要
全長9.4km。そのうち8.56kmが地上区間、残りの7.6kmが地下区間である。開業以来、車両はVAL 208のみで構成されている。
公共交通機関のネットワークと市内中心部の交通渋滞の飽和問題に対応するために建設。1980年代当初、路面電車が計画されていたが、市は地下鉄を選択。激しい議論を伴い、一度は無効化されたが、1997年に施工を開始した。施行中にトンネル掘削機に関連する事故が相次いだが、2002年に開業。
開業後から2008年まで、レンヌは地下鉄路線を持つ世界最小の都市となった。

## 歴史
- 2002年3月15日：全線開通

## 駅一覧
| 駅名                           | 駅名                   | 接続路線                            | 所在地（地区） | 所在地（地区）                 |
| ------------------------------ | ---------------------- | ----------------------------------- | -------------- | ------------------------------ |
| J・F・ケネディ駅               | J.F. Kennedy           |                                     | レンヌ         | ヴィルジャン                   |
| ヴィルジャン＝ウニヴェルシテ駅 | Villejean - Université |                                     | レンヌ         | ヴィルジャン                   |
| ポンシャイユ駅                 | Pontchaillou           |                                     | レンヌ         | ヴィルジャン                   |
| アナトール・フランス駅         | Anatole France         |                                     | レンヌ         | ラ・トゥシュ                   |
| サント＝アンヌ駅               | Sainte-Anne            | メトロ： B線                        | レンヌ         | サントル・ヴィル               |
| レピュブリック駅               | République             |                                     | レンヌ         | サントル・ヴィル               |
| シャルル・ド・ゴール駅         | Charles de Gaulle      |                                     | レンヌ         | コロンビエ＝シャン・ド・マルス |
| レンヌ駅                       | Gares                  | メトロ： B線 フランス国鉄：TGV、TER | レンヌ         | サン＝エリエ                   |
| ジャック・カルティエ駅         | Jacques Cartier        |                                     | レンヌ         | ビルヌーブ                     |
| クレマンソー駅                 | Clemenceau             |                                     | レンヌ         | ラ・バンクネ                   |
| アンリ・フレヴィル駅           | Henri Fréville         |                                     | レンヌ         | イタリー                       |
| イタリー駅                     | Italie                 |                                     | レンヌ         | イタリー                       |
| トリアングル駅                 | Triangle               |                                     | レンヌ         | トリニエ                       |
| ル・ブロスヌ駅                 | Le Blosne              |                                     | レンヌ         | トリニエ                       |
| ラ・ポトリ駅                   | La Poterie             |                                     | レンヌ         | ポトリ                         |

- 全線各駅停車、快速運転はない。